# タイ・マッデン
タイラー・ディラン・マッデン（Tyler Dylan Madden, 2000年2月21日 - ）は、アメリカ合衆国テキサス州ハリス郡サイプレス出身のプロ野球選手（投手）。右投右打。MLBのデトロイト・タイガース所属。

## 経歴

### プロ入り前
サイプレス・ランチ高等学校ではコルトン・カウザーとチームメイトであった。当初は卒業後にライス大学への進学を予定していたが、最終年の2018年に進路をテキサス大学オースティン校に変更した。その後同年のMLBドラフト34巡目 (全体1022位) でカンザスシティ・ロイヤルズから指名されたが、契約を拒否してテキサス大学オースティン校へ進学した。
大学1年目の2019年は15試合 (先発8試合) に登板して4勝1敗、防御率3.40の成績を記録した。
2年目の2020年は主に土曜日の先発を務めて3勝0敗、防御率1.80の成績を記録していたが、新型コロナウイルスの影響でシーズンが打ち切られた。

### プロ入りとタイガース時代
2021年のMLBドラフト1巡目戦力均衡ラウンドA（全体32位）でデトロイト・タイガースから指名されプロ入り。契約金は250万ドル。
2022年にA+級ウェストミシガン・ホワイトキャップスでプロデビュー。8月にはAA級エリー・シーウルブズに昇格。この年は2球団合計で26試合（全て先発）に登板し、8勝6敗、防御率3.01、133奪三振を記録した。
2023年はAA級エリーで26試合（うち先発25試合）に登板し、3勝4敗、防御率3.43、146奪三振を記録した。
2024年はAA級エリーで開幕を迎え、4月下旬にAAA級トレド・マッドヘンズに昇格した。2球団合計で22試合（全て先発）に登板し、3勝5敗、防御率6.98、124奪三振を記録した。 8月26日にメジャー契約を結んでアクティブ・ロースター入り。同日のシカゴ・ホワイトソックス戦で先発しメジャーデビューを果たした。この年はメジャーで6試合に登板し、1勝1敗、防御率4.30、17奪三振を記録した。

## 詳細情報

### 年度別投手成績
| 年 度    | 球 団    | 登 板 | 先 発 | 完 投 | 完 封 | 無 四 球 | 勝 利 | 敗 戦 | セ 丨 ブ | ホ 丨 ル ド | 勝 率 | 打 者 | 投 球 回 | 被 安 打 | 被 本 塁 打 | 与 四 球 | 敬 遠 | 与 死 球 | 奪 三 振 | 暴 投 | ボ 丨 ク | 失 点 | 自 責 点 | 防 御 率 | W H I P |
| -------- | -------- | ----- | ----- | ----- | ----- | -------- | ----- | ----- | -------- | ----------- | ----- | ----- | -------- | -------- | ----------- | -------- | ----- | -------- | -------- | ----- | -------- | ----- | -------- | -------- | ------- |
| 2024     | DET      | 6     | 1     | 0     | 0     | 0        | 1     | 1     | 0        | 0           | .500  | 101   | 23.0     | 25       | 2           | 8        | 0     | 1        | 17       | 0     | 0        | 12    | 11       | 4.30     | 1.43    |
| MLB：1年 | MLB：1年 | 6     | 1     | 0     | 0     | 0        | 1     | 1     | 0        | 0           | .500  | 101   | 23.0     | 25       | 2           | 8        | 0     | 1        | 17       | 0     | 0        | 12    | 11       | 4.30     | 1.43    |

- 2024年度シーズン終了時

### 年度別守備成績
| 年 度 | 球 団 | 投手（P） | 投手（P） | 投手（P） | 投手（P） | 投手（P） | 投手（P） |
| 年 度 | 球 団 | 試 合     | 刺 殺     | 補 殺     | 失 策     | 併 殺     | 守 備 率  |
| ----- | ----- | --------- | --------- | --------- | --------- | --------- | --------- |
| 2024  | DET   | 6         | 2         | 0         | 0         | 0         | 1.000     |
| MLB   | MLB   | 6         | 2         | 0         | 0         | 0         | 1.000     |

- 2024年度シーズン終了時

### 背番号
- 36（2024年 - ）